# Басейн Дунаю
Басейн Дунаю — водозбір річки Дунай, загальною площею 817 000 км² та середньорічним стоком 200 км3. Розміщується на території 19 країн Європи, серед них — Німеччина, Австрія, Словаччина, Угорщина, Сербія, Болгарія, Румунія, Україна.

## Характеристика
Формується в гірських районах Альп, Балкан та Карпат. Налічує 17 612 малих річок загальною довжиною 35 200 км, середня густота річкової мережі — 1.12 км/км². Живиться Дунай дощовими, талими та підземними водами, гідрографічна мережа ріки має близько 120 приток, більшістю в Альпах та Карпатах, але рідкісні в Угорській низовині. Біля 90 % річного стоку Дунаю припадає на його притоки Драву, Тису, Олт, Серет, Прут та інші.
За фізико-географічними властивостями басейн поділяють на три частини: Верхній Дунай, (протяжністю 992 км, від витоку до селища Генью), Середній Дунай (860 км, від Генью до Турну-Северіна) та Нижній Дунай (931 км, від Турну-Северіна до гирла). Основними фазами гідрологічного режиму є весняна повінь, літні й осінні паводки та осінні й зимові межені.

## В Україні
Басейн займає 30 626 км², що становить 5,06 % території України, розміщується в межах Закарпатської, Івано-Франківської, Чернівецької та Одеської областей, до його складу входять суббасейни річок Тиси, Прута, Серета та Нижнього Дунаю. Охоплює південні й південно-східні схили Закарпаття, Східних Карпат та південно-західну частину Причорноморської низовини.
В середині минулого століття почалося освоєння заплави Нижнього Дунаю: придунайські прісноводні озера було сполучено з рікою каналами, заплави між ними осушено та перетворено в ріллю; озера почали використовувати як водосховища — для водопостачання, зрошення, рибництва та регулювання рівня води. Найбільші озера-водосховища — Кагул, Картал, Ялпуг-Кугурлуй, Саф'ян, Катлабуг, Китай. Між містами Рені та Вилкове збудовано протипаводкову дамбу.